# Unna Parkajaure
Unna Parkajaure (modern stavning Unna Bárkájávrre) är en sjö i Arjeplogs kommun i Lappland och ingår i Luleälvens huvudavrinningsområde. Sjön har en area på 0,0959 kvadratkilometer och ligger 598,1 meter över havet. Samevistet Parka ligger vid Unna Parkajaure och den närbelägna sjön Parkajaure. Parka skadades svårt när den orkan drog fram 19 december 2007. Kungsledens vinterled passerar sjöarna. Sommarleden går tre kilometer väster om vinterleden.

## Delavrinningsområde
Unna Parkajaure ingår i det delavrinningsområde (741090-157419) som SMHI kallar för Mynnar i Parkajåkka. Medelhöjden är 703 meter över havet och ytan är 9,18 kvadratkilometer. Det finns inga avrinningsområden uppströms utan avrinningsområdet är högsta punkten. Vattendraget som avvattnar avrinningsområdet har biflödesordning 5, vilket innebär att vattnet flödar genom totalt 5 vattendrag innan det når havet efter 318 kilometer. Avrinningsområdet består mestadels av skog (44 procent) och kalfjäll (52 procent). Avrinningsområdet har 0,4 kvadratkilometer vattenytor vilket ger det en sjöprocent på 4,4 procent.